# Caserta
Caserta je italské město v oblasti Kampánie, hlavní město stejnojmenné provincie.

## Administrativní dělení a název
Město se skládá ze tří místních částí: Casertavecchia, Piedimonte a San Leucia, všechny jsou raně středověkého původu a navazují na starší osídlení antické. Název města je rovněž středověký a byl odvozen z vysokého domu (Casa irta).

## Historie
Caserta byla osídlena od raného středověku, píše se o ní v Historii Langobardů. Stala se střediskem křesťanské církve a sídlem biskupů. Za vlády krále Viléma II. Sicilského roku 879 založil hrabství Caserta Pandulfo di Capua, královský dvořan a nejvyšší soudce. Jeho hrad stával v dnešní místní části Stará Caserta (Casertavecchia). Roku 1057 hrad vyplenili Normané. Sídla hrabství se pak přesunula do věžových domů Lauro, postupně zde žily rody Sanseverino, Beaumont, del Balzo, Roheri, Caetani di Sermoneta, Diego de Lahart della Ratta (tento rod připomíná Giovanni Boccaccio ve svém Dekameronu), Acquaviva, a naposledy členové královské rodiny sicilských Bourbonů.
Po požáru hlavního farního kostela sv. Šebestiána z roku 1783 chyběl velký bohoslužebný prostor pro celé město; na nátlakem obyvatel král Ferdinand Bourbonský pověřil v roce 1815 tehdejšího dvorního architekta Giovanniho Patturelliho (1770-1849), aby rozšířil dosavadní kostel Madonna Annunziata. Zásadní přestavbou vznikl do roku 1842 nový biskupský chrám.
Roku 1980 byla do zdejšího vězení eskortována herečka Sophia Lorenová a odseděla si zde 30 denní trest za daňový podvod. Vězení bylo v květnu roku 1982 zrušeno.

## Památky
- Katedrála s kampanilou v Casertavecchia – významná románská trojlodní bazilika, založená roku 1113, plochostropá s dřevěným kazetovým stropem, v interiéru románské sloupy s tesanými figurami proroků, tři figurální gotické náhrobky, malovaná gotická ikona z 1. poloviny 14. století
- Katedrála sv. Michaela archanděla - neoklasicistní trojlodní bazilika, postavená roku 1842; současné sídlo biskupa
- Kostel sv. Augustina
- středověký biskupský palác
- raně středověký akvadukt,
- zámek sicilských Bourbonů – s parkem, sochami a vodotrysky, zbudován podle vzoru Versailles
- socha architekta Luigi Vanvitelliho

### Památky v okolí
- San Leucia – královská hedvábnická manufaktura – objekt je na seznamu památek Světového dědictví Unesco
- benediktinské opatství Piedimonte di Casolla, zbudované na základech římského pohanského chrámu

## Doprava
Caserta je místní železniční uzel.

## Vývoj počtu obyvatel
Počet obyvatel

## Osobnosti města
- Giulio Antonio Santorio (1532–1602), kardinál římskokatolické církve, hlavní inkvizitor papežské kurie, mj. zodpovědný za odsouzení Giordana Bruna, neúspěšný kandidát na papeže
- Luigi Vanvitelli (1700-1773), malíř a architekt ve službách Bourbonů
- Massimo Morales (* 1964), fotbalový trenér

## Partnerská města
- Pitești, Rumunsko
- , Aley, Libanon

## Galerie

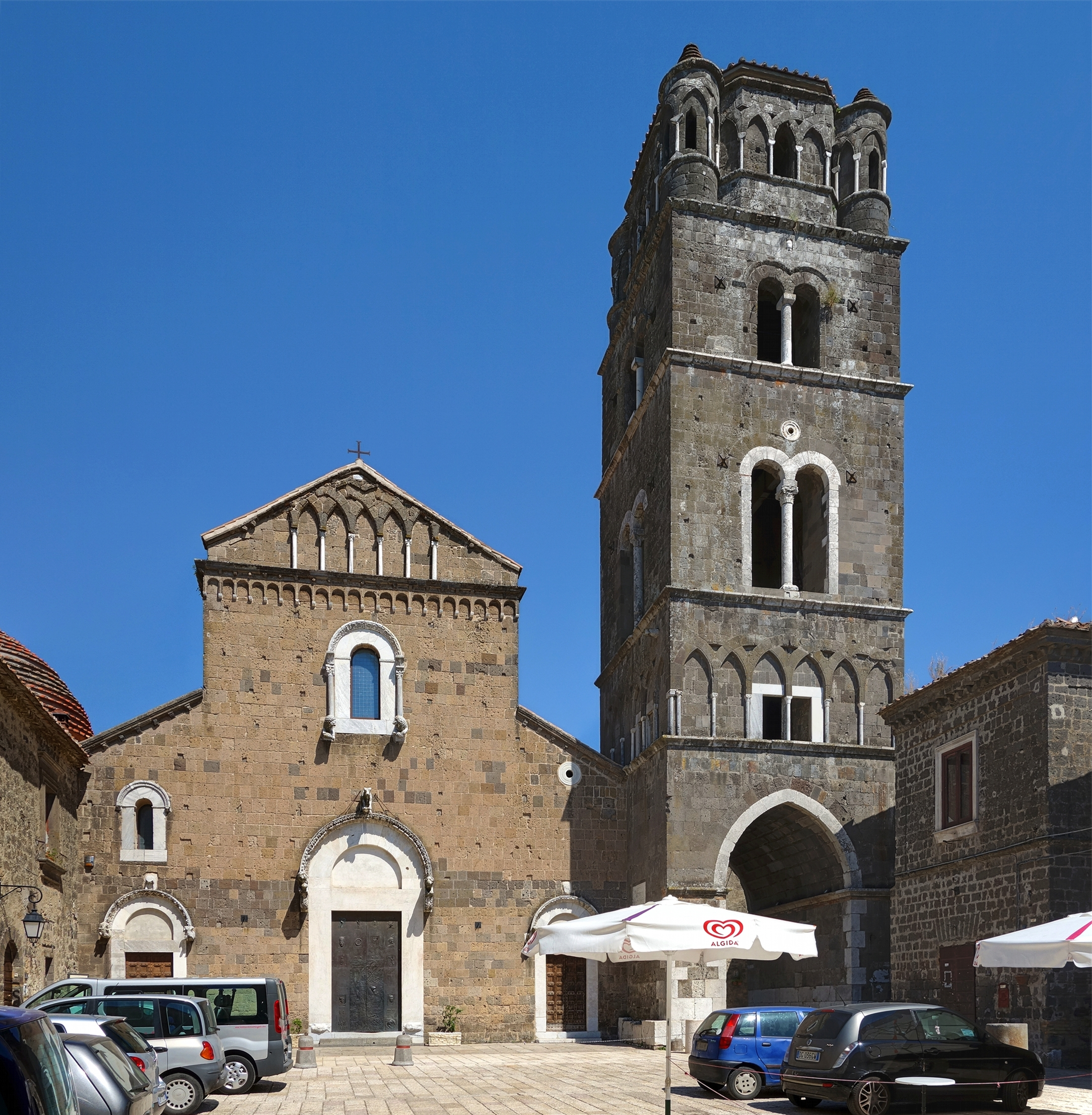
1. katedrála v Casertavecchia
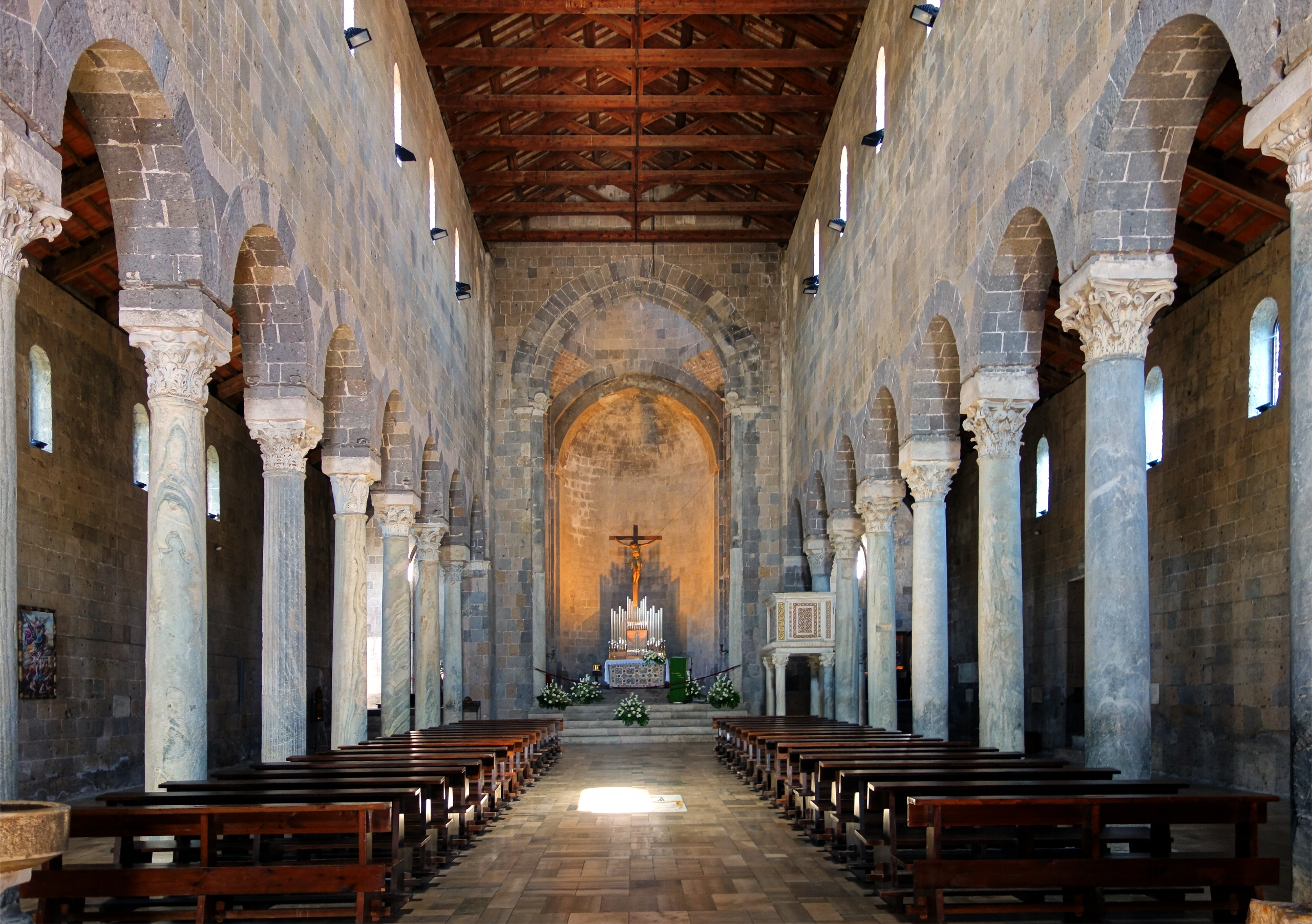
Interiér katedrály v Casertravecchia
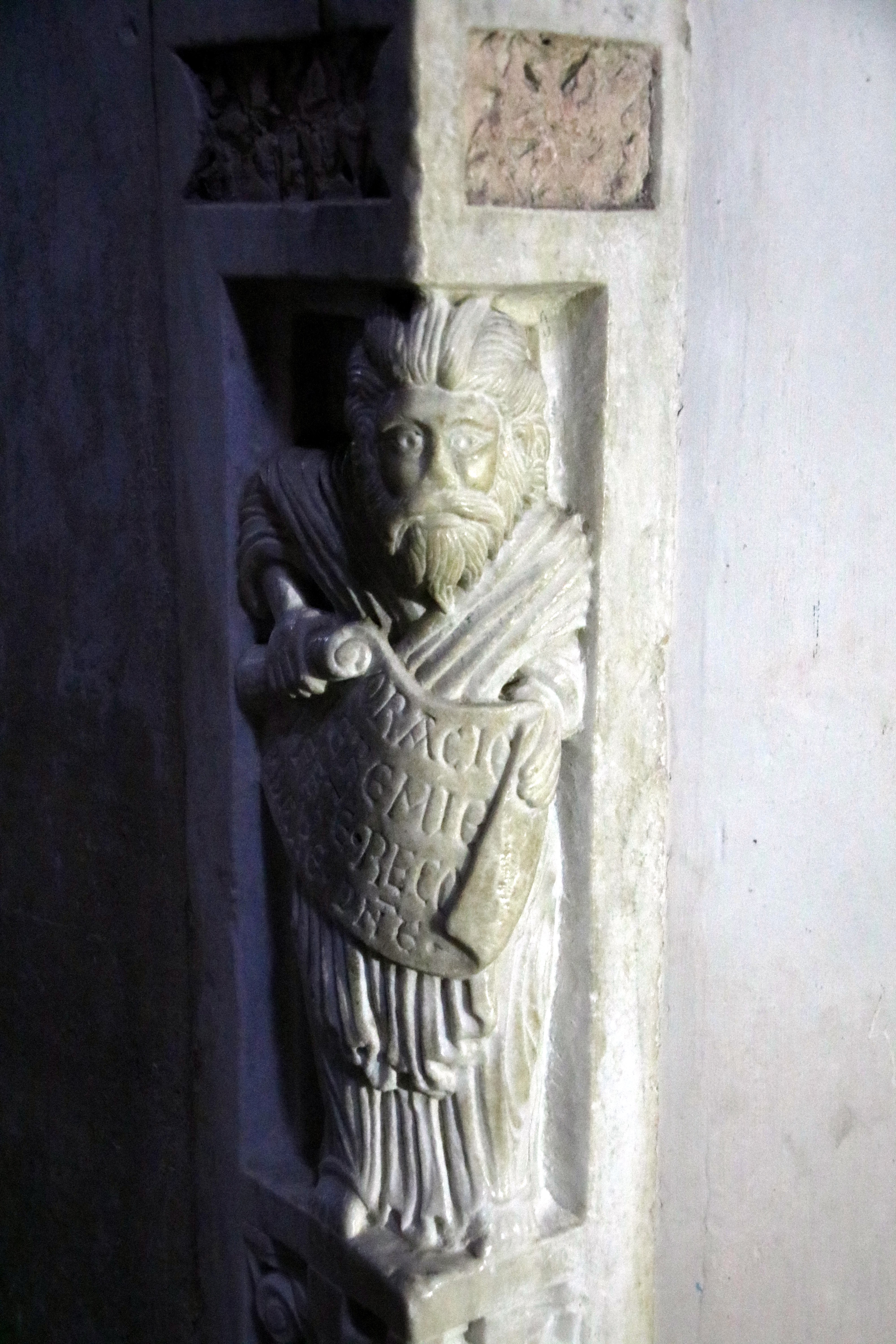
Prorok Jeremiáš na románském sloupu
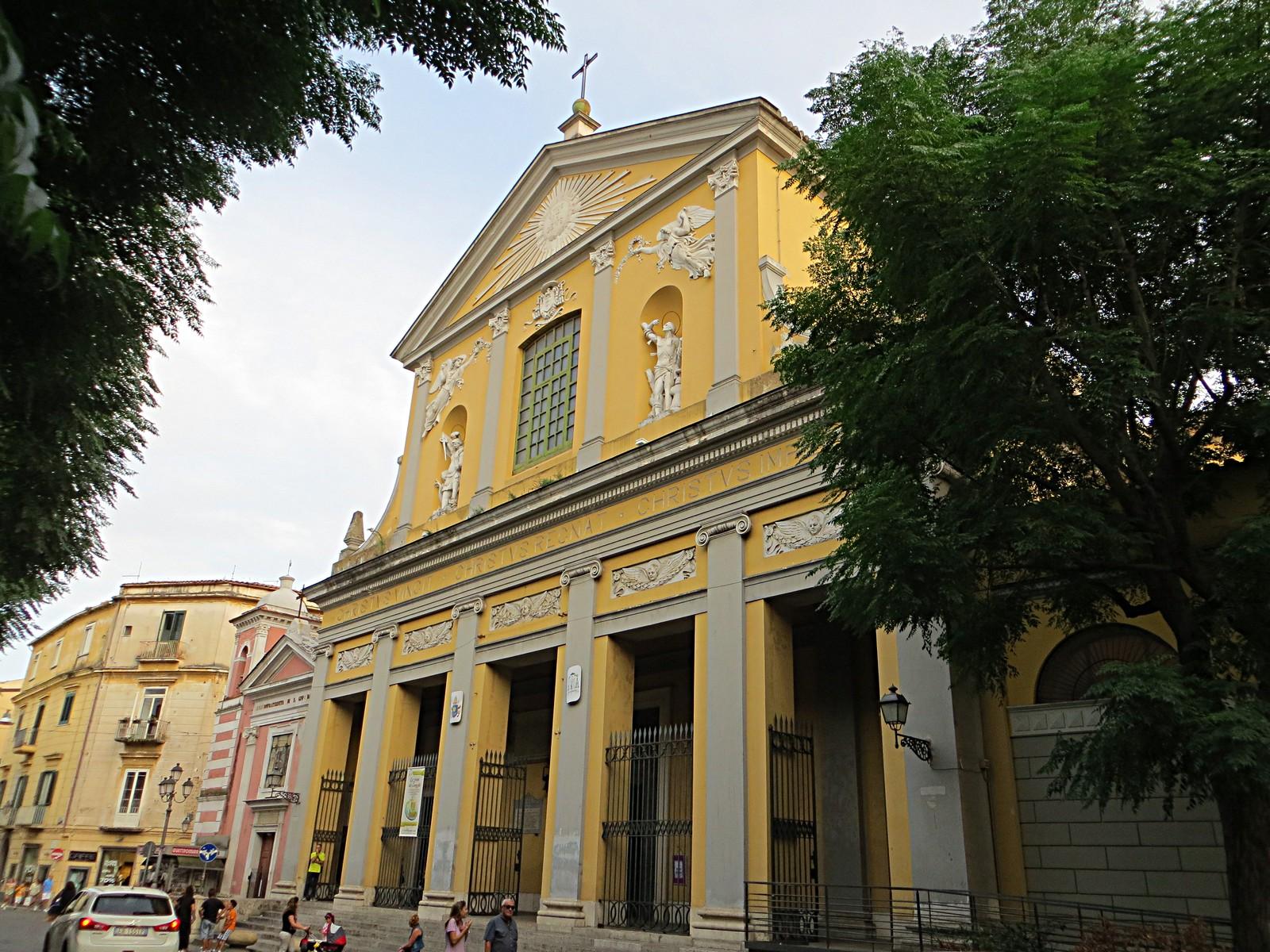
2. Katedrála archanděla Michaela
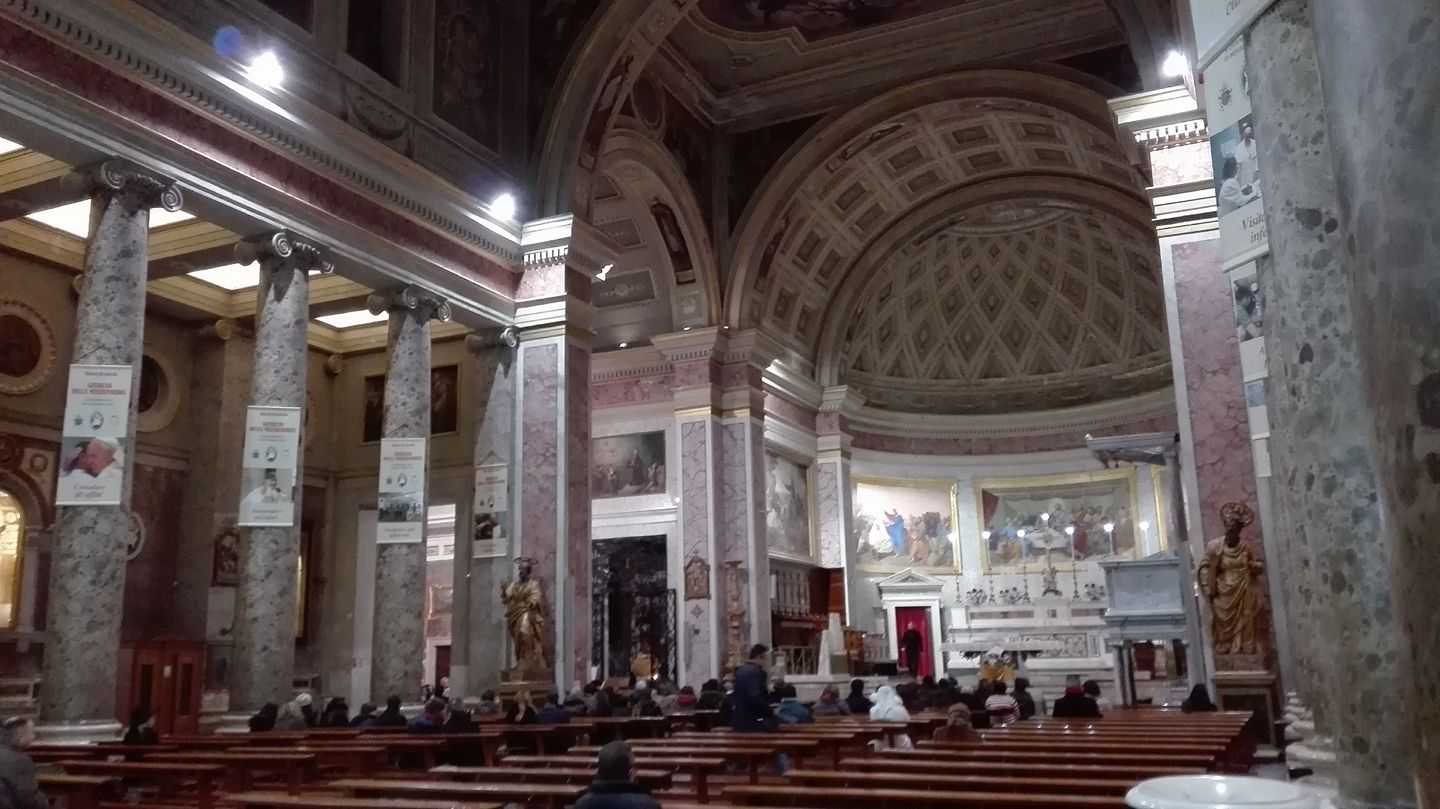
Interiér biskupské katedrály
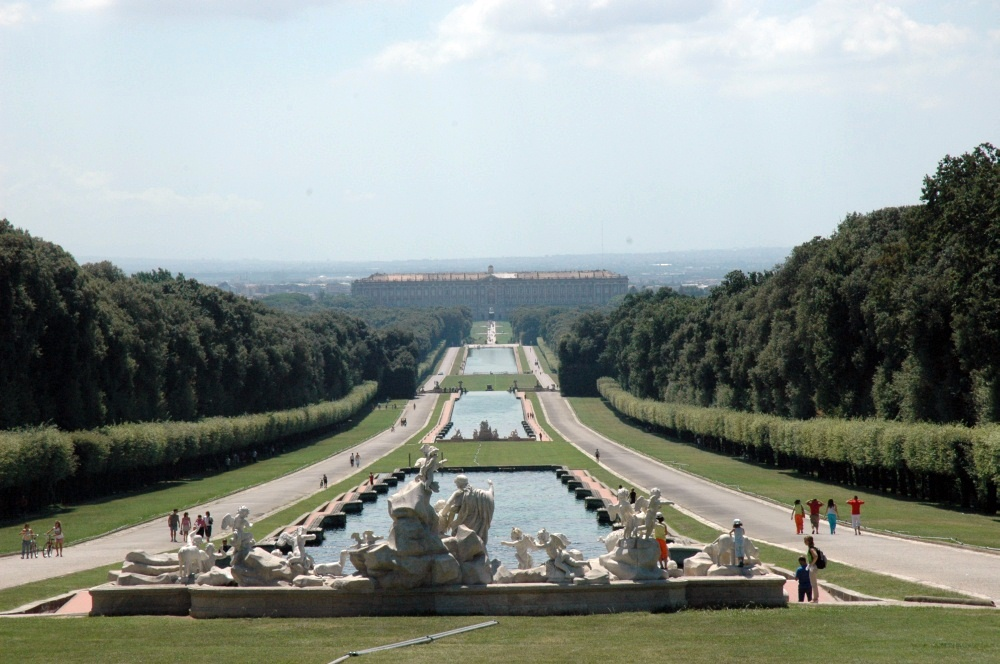
Královský palác a park
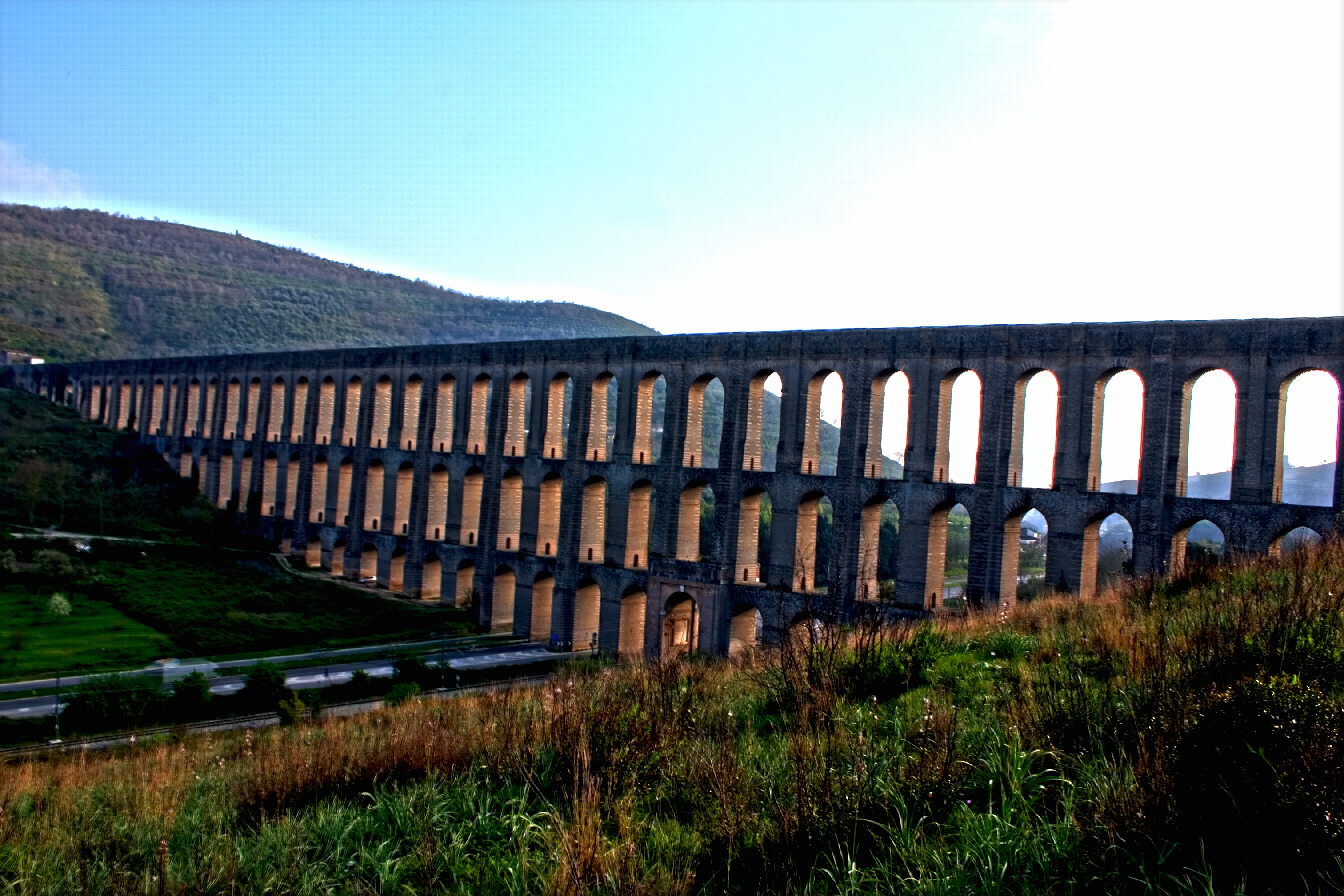
Akvadukt
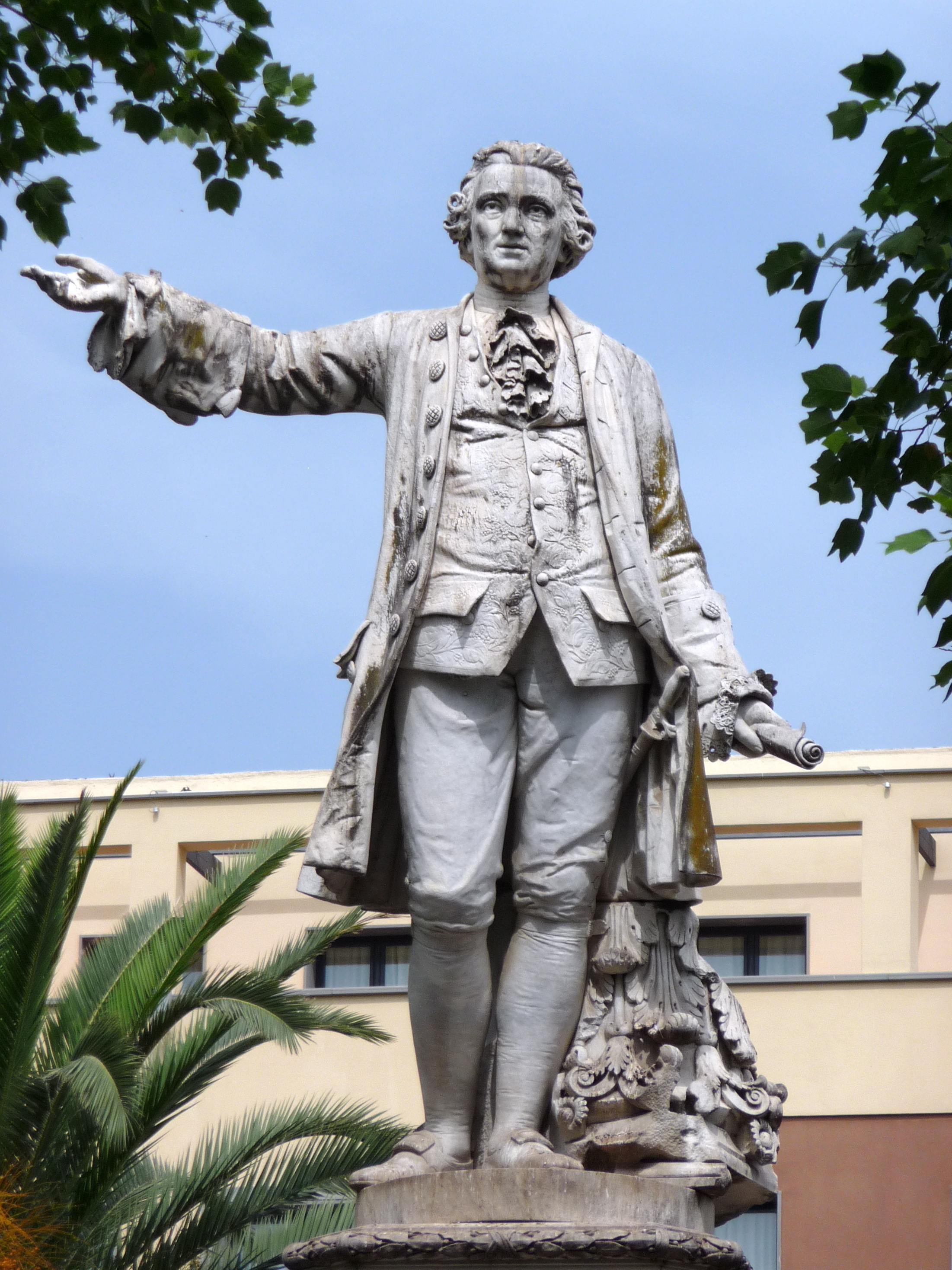
Socha Luigi Vanvitelliho